# Luton Shelton
Pour les articles homonymes, voir Shelton.
Luton Shelton, né le 11 novembre 1985 à Kingston et mort le 22 janvier 2021, est un footballeur international jamaïcain. Il évoluait au poste d'attaquant.

## Biographie

### Ses débuts
Luton Shelton commence le football dans son pays en Jamaïque au club de Harbour View, auteur de très bonnes qualités devant le but pour son jeune âge il se fait rapidement contacter par des émissaires européens.
En août 2005, il fait un essai en Angleterre au club de Burnley et tape dans l'œil des dirigeants de l'époque. Malgré ses bonnes prestations il ne signe pas dans le club anglais pour cause d'absence de permis de travail délivré, et en avril 2006 il signe dans le club suédois d'Helsingborgs IF pour une somme d'un million d'euros, belle somme pour le club jamaïcain. 

### En Suède
Durant la saison 2006, il marque 9 buts en 19 matchs joués dans le championnat suédois malgré des blessures à répétition. Il marque 17 buts en 28 matchs toutes compétitions confondues pour Helsingborgs, avec 5 buts en 4 matchs en Coupe de Suède durant la victoire de son club en 2006.

### En Angleterre
En janvier 2007, attiré par les performances de Luton les dirigeants de Sheffield United lui fait signer un contrat de trois ans et demi pour une somme de 2,7 millions d'euros. Il fera ses débuts le 31 mars 2007 sous le maillot de Sheffield en Premier League contre Bolton en rentrant en fin de match à la place de Keith Gillespie. Il fait seulement quatre apparitions avec les Blades et ne peut éviter la relégation.
Avec l'arrivée de James Beattie et de Billy Sharp à Bramall Lane durant le mercato, le temps de jeu n'est pas facile à accumuler sous le management de Bryan Robson. Il est seulement limité aux apparitions dans les différentes coupes, il marque ses 1er et 2e buts en compétition officielle lors du 5-0 en Coupe de la Ligue contre Morecambe en septembre 2007.
Après ce doublé, il fait de plus en plus d'apparitions mais ne parvient pas à développer son jeu et confirmer. Avec l'arrivée du nouvel entraîneur Kevin Blackwell son avenir est scellé et il doit changer d'air.

### En Norvège
Le 24 juillet 2008, Shelton signe pour le club norvégien Vålerenga IF pour une somme de 1,5 million d'euros.
Le 2 août 2008, il fait sa première apparition sous ses nouvelles couleurs contre Fredrikstad FK, le match se termine par un match nul et Luton égalise pour Vålerenga. Mais en janvier 2009, il est prêté au Danemark à AaB Ålborg. Il totalise en Norvège 11 matchs pour 2 buts.

### Au Danemark
Il est prêté pour une durée de 6 mois à Aalborg jusqu'en juillet 2009, il fait ses débuts en Coupe UEFA en seizièmes de finale contre le Deportivo La Corogne ou son club se qualifia aisément et il marqua un but au match retour au Stade du Riazor.

### Mort
Il meurt le 22 janvier 2021 de la maladie de Charcot.

## Carrière internationale
Shelton est appelé dans pratiquement toutes les sélections jamaïcaine (- 17,- 20 et - 23 ans) et l'équipe A. Il marque son 25e but contre la Guadeloupe. Il est le meilleur buteur de l'histoire de la sélection jamaïcaine. En juin 2008 il marque 5 buts en éliminatoires de la Coupe du monde 2010 contre les Bahamas.

## Palmarès
- 2005 et 2008 : Vainqueur de la Coupe de la Caraïbe avec la Jamaïque.
- 2006 : Vainqueur de la Coupe de Suède avec Helsingborgs IF.
- 2008 : Vainqueur de la Coupe de Norvège avec Vålerenga IF.